# Terapia (serial telewizyjny)
Terapia (ang. In Treatment) − serial emitowany w stacji telewizyjnej HBO od 28 stycznia 2008 roku do 7 grudnia 2010 roku, stworzony przez Rodrigo Garcię. Opowiada o 53-letnim psychoterapeucie dr. Paulu Westonie (Gabriel Byrne). Ukazuje cotygodniowe spotkania doktora z pacjentami. Jest to adaptacja izraelskiego serialu BeTipul (istnieje również polska wersja, zatytułowana Bez tajemnic).

## Obsada i charakterystyka postaci
- Gabriel Byrne – Paul Weston, absolwent Columbia University. Tytuł terapeuty zdobył w New School for Social Research. Latem 1988 przeprowadził się do Maryland, gdzie pracował w Baltimore Psychotherapy Institute, a następnie zaczął prywatną praktykę.

Członkowie rodziny Paula pojawiają się sporadycznie w różnych odcinkach sezonu pierwszego:
- Michelle Forbes – Kate, żona Paula. Ich małżeństwo rozpada się, a ostateczny koniec następuje w ostatnich odcinkach sezonu pierwszego;
- Jake Richardson – Ian, syn uczęszczający do college’u;
- Mae Whitman – Rosie, nastoletnia córka;
- Max Burkholder – Max, najmłodszy syn (w pierwszym sezonie ma 9 lat).

W sezonie drugim była żona Paula i ich dzieci ukazani są najczęściej we wspomnieniach, jednak Kate, Rosie i Ian sporadycznie występują.

## Pacjenci

### Sezon pierwszy
| Aktor                       | Postać      | Dzień tygodnia | Charakterystyka                                                  |
| --------------------------- | ----------- | -------------- | ---------------------------------------------------------------- |
| Melissa George              | Laura       | Poniedziałek   | zakochana w Paulu; anestezjolog                                  |
| Blair Underwood             | Alex Prince | Wtorek         | pilot wojskowy z traumą po ostatniej misji zbombardowania szkoły |
| Mia Wasikowska              | Sophie      | Środa          | nastolatka z myślami samobójczymi, gimnastyczka                  |
| Embeth Davidtz Josh Charles | Amy, Jake   | Czwartek       | małżeństwo rozważające aborcję                                   |
| Dianne Wiest                | Gina        | Piątek         | emerytowana psychoterapeutka; superwizorka Paula                 |

### Sezon drugi
| Aktor                                  | Postać           | Dzień tygodnia | Charakterystyka |
| -------------------------------------- | ---------------- | -------------- | --- |
| Hope Davis                             | Mia              | Poniedziałek   | prawniczka i pacjentka Paula sprzed 20 lat kiedy uczęszczała na terapię po aborcji; obwinia Paula o swoje obecne problemy: jest pracoholiczką bez rodziny |
| Alison Pill                            | April            | Wtorek         | studentka architektury chora na chłoniaka; trzyma chorobę w tajemnicy i nie chce poddać się leczeniu;                                                     |
| Aaron Shaw Sherri Saum Russell Hornsby | Oliver Bess Luke | środa          | dwunastolatek, którego rodzice się rozwodzą |
| John Mahoney                           | Walter           | Czwartek       | CEO z atakami paniki |
| Dianne Wiest                           | Gina             | Piątek         | emerytowana psychoterapeutka; superwizorka Paula |
| Glynn Turman                           | Alex Sr.         | Różnie         | pozwał Paula do sądu o spowodowanie śmierci jego syna Alexa Jr. Prince’a(pacjent z poprzedniego sezonu)                                                   |
| Laila Robins                           | Tammy Kent       | Różnie         | pierwsza miłość Paula, pacjentka Giny |

## Różnice zBetipul
Scenariusz pierwszego sezonu jest w dużej mierze oparty na scenariuszu izraelskiego serialu Betipul, którego twórcy są umieszczeni w napisach końcowych In Treatment. Poniżej znajdują się główne różnice między dwoma serialami:
- In Treatment opuszcza dwa pierwsze odcinki ostatniego tygodnia, co powoduje, że pierwszy sezon jest o dwa odcinki krótszy od pierwszy sezon Betipul;
- 36. odcinek In Treatment odbywa się poza gabinet psychologa, co nie ma miejsca w Betipul;
- dyskusja Paula z Ianem nie ma odpowiednika w Betipul;
- w In Treatment, ojciec pilota wojskowego, Alexa, którego ojciec wychował się w slumsach, w Betipul jest Żydem ocalonym z Holocaustu.

## Nagrody i nominacje

### Nagrody
- Emmy:
  - Dianne Wiest – Najlepsza aktorka drugoplanowa w serialu dramatycznym (2008)
  - Glynn Turman – Najlepszy gościnny występ aktora w serialu dramatycznym (2008)
- Złote Globy:
  - Gabriel Byrne – Najlepszy aktor pierwszoplanowy w serialu dramatycznym (2008)
- Writers Guild of America Awards:
  - Rodrigo Garcia, Bryan Goluboff, Davey Holmes, William Meritt Johnson, Amy Lippman i Sarah Treem – Najlepszy nowy serial (2008)
- Amerykański Instytut Filmowy:
  - Jeden z 10. najlepszych programów telewizyjnych

### Nominacje
- Emmy:
  - Gabriel Byrne – Najlepszy aktor pierwszoplanowy w serialu dramatycznym (2008 i 2009)
  - Fred Murphy – Najlepsza kinematografia półgodzinnego serialu (2008)
  - Hope Davis – Najlepsza Aktorka Drugoplanowa w Serialu Dramatycznym (2009)
  - Dianne Wiest – Najlepsza Aktorka Drugoplanowa w Serialu Dramatycznym (2009)
- Złote Globy:
  - Najlepszy serial dramatyczny (2008)
  - Dianne Wiest – Najlepsza aktorka drugoplanowa w serialu dramatycznym (2008)
  - Melissa George – Najlepsza aktorka drugoplanowa w serialu dramatycznym (2008)
  - Blair Underwood – Najlepszy aktor drugoplanowy w serialu dramatycznym (2008)
- Złote Satelity:
  - Najlepszy serial dramatyczny (2008 i 2009)
  - Gabriel Byrne – Najlepszy aktor pierwszoplanowy w serialu dramatycznym (2008 i 2009)
  - Dianne Wiest – Najlepsza aktorka drugoplanowa w serialu, miniserialu lub filmie telewizyjnym (2008)
- Directors Guild of America Awards:
  - Paris Barclay za wyreżyserowanie odcinka „Alex: Tydzień Ósmy” – serial dramatyczny (2008)
  - Paris Barclay za wyreżyserowanie odcinka „Gina: Tydzień Czwarty” – serial dramatyczny (2009)
- Nagroda Ewwy
  - Mia Wasikowska – Najlepsza aktorka drugoplanowa w serialu dramatycznym (2008)
  - Alison Pill – Najlepsza aktorka drugoplanowa w serialu dramatycznym (2009)